# Адміністративний устрій Ширяївського району
Адміністративний устрій Ширяївського району — адміністративно-територіальний поділ ліквідованого Ширяївського району Одеської області на 1 селищну та 18 сільських рад, які об'єднували 72 населені пункти та були підпорядковані Ширяївській районній раді. Адміністративний центр — смт Ширяєве..
Ширяївський район був ліквідований 17 липня 2020 року. Території 17 рад ввійшли до складу Березівського району, Олександрівської сільської ради — до Подільського району та Саханської сільради — до Роздільнянського району.

## Список радШиряївського району
| №  | Назва                               | Центр                  | Населені пункти | Район після ліквідації | Громада після ліквідації         | Площа км² | Місце за площею | Населення (2001), чол. | Місце за населенням | Розташування |
| -- | ----------------------------------- | ---------------------- | --- | ---------------------- | -------------------------------- | --------- | --------------- | ---------------------- | ------------------- | ------------ |
| 1  | Ширяївська селищна рада             | смт Ширяєве            | смт Ширяєве с. Йосипівка с. Одаї с. Подільці | Березівський район     | Ширяївська селищна громада       |           |                 |                        |                     |              |
| 2  | Бранкованівська сільська рада       | с. Бранкованове        | с. Бранкованове с. Самійлівка | Березівський район     | Чогодарівська сільська громада   |           |                 |                        |                     |              |
| 3  | Вікторівська сільська рада          | с. Вікторівка          | с. Вікторівка с. Мар'ївка | Березівський район     | Старомаяківська сільська громада |           |                 |                        |                     |              |
| 4  | Петровірівська сільська рада        | c. Петровірівка        | c. Петровірівка с. Костянтинів с. Польове с. Ревова | Березівський район     | Петровірівська сільська громада  |           |                 |                        |                     |              |
| 5  | Катерино-Платонівська сільська рада | c. Катерино-Платонівка | c. Катерино-Платонівка с. Ганно-Покровка с. Крижанівка с. Маркевичеве с. Новоукраїнка                                                                     | Березівський район     | Коноплянська сільська громада    |           |                 |                        |                     |              |
| 6  | Макарівська сільська рада           | c. Макарове            | c. Макарове | Березівський район     | Ширяївська селищна громада       |           |                 |                        |                     |              |
| 7  | Малігонівська сільська рада         | c. Малігонове          | c. Малігонове с. Володимирівка с. Копійкове с. Машенька                                                                                                   | Березівський район     | Чогодарівська сільська громада   |           |                 |                        |                     |              |
| 8  | Мар'янівська сільська рада          | c. Мар'янівка          | c. Мар'янівка с. Суха Журівка | Березівський район     | Ширяївська селищна громада       |           |                 |                        |                     |              |
| 9  | Миколаївська сільська рада          | c. Миколаївка          | c. Миколаївка с. Новопавлівка | Березівський район     | Старомаяківська сільська громада |           |                 |                        |                     |              |
| 10 | Новоандріївська сільська рада       | c. Новоандріївка       | c. Новоандріївка с. Докторове с. Зірка с. Січневе с. Скосарівське                                                                                         | Березівський район     | Старомаяківська сільська громада |           |                 |                        |                     |              |
| 11 | Новоєлизаветівська сільська рада    | c. Новоєлизаветівка    | c. Новоєлизаветівка с. Новопетрівка Друга с. Новопетрівка Перша с. Новостепанівка с. Сирітське Друге с. Сирітське Перше с. Софіївка с. Стара Єлизаветівка | Березівський район     | Знам'янська сільська громада     |           |                 |                        |                     |              |
| 12 | Новосвітівська сільська рада        | c. Новосвітівка        | c. Новосвітівка с. Розкішне | Березівський район     | Петровірівська сільська громада  |           |                 |                        |                     |              |
| 13 | Олександрівська сільська рада       | c. Олександрівка       | c. Олександрівка с. Гребенюки с. Григорівка с. Канцурове с. Трудолюбівка с. Флоринське                                                                    | Подільський район      | Долинська сільська громада       |           |                 |                        |                     |              |
| 14 | Армашівська сільська рада           | c. Армашівка           | c. Армашівка с. Бердинове с. Крижанівка с. Жуковське | Березівський район     | Петровірівська сільська громада  |           |                 |                        |                     |              |
| 15 | Осинівська сільська рада            | c. Осинівка            | c. Осинівка с. Виноградівка с. Новогуляївка с. Олександро-Вовкове с. Яринославка                                                                          | Березівський район     | Ширяївська селищна громада       |           |                 |                        |                     |              |
| 16 | Саханська сільська рада             | c. Саханське           | c. Саханське с. Галупове с. Журавське с. Никомаврівка | Роздільнянський район  | Цебриківська селищна громада     |           |                 |                        |                     |              |
| 17 | Старомаяківська сільська рада       | c. Старі Маяки         | c. Старі Маяки с. Буци с. Золочівське с. Нові Маяки с. Тимофіївка с. Якимів Яр                                                                            | Березівський район     | Старомаяківська сільська громада |           |                 |                        |                     |              |
| 18 | Червонокутська сільська рада        | c. Чорний Кут          | c. Чорний Кут с. Лідівка с. Преображенка | Березівський район     | Старомаяківська сільська громада |           |                 |                        |                     |              |
| 19 | Чогодарівська сільська рада         | c. Чогодарівка         | с. Чогодарівка с. Валентинівка с. Качулове | Березівський район     | Чогодарівська сільська громада   |           |                 |                        |                     |              |

* Примітки: м. — місто, с-ще — селище, смт — селище міського типу, с. — село